# Lielvārde
Lielvārde (niem. Lennewarden) – miasto na Łotwie, leżące w historycznej krainie Liwonia w novadsie Ogre, położone na prawym brzegu Dźwiny, 52 km na południowy wschód od Rygi. W latach 2009–2021 stolica novadsu Lielvārde. 6708 mieszkańców (2006).

## Historia
Lielvārde wymieniane  jest w kronice Henryka Łotysza w roku 1201.
Symbolem Lielvārde są wąskie pasy zdobione biało-czerwonymi wzorami geometrycznymi, zakończone frędzlami. Pasy te przypominają pasy kontuszowe. Historia pasów z Lielvārde sięga czasów pogańskich. Ich ornamenty wykorzystywane są współcześnie w propagowaniu folkloru, a także ich elementy drukowane są na łotewskich banknotach. Przyjmuje się, że na pasach tych zawarte są informacje o świecie, a niektórzy uważają, iż jest to opis Dźwiny.

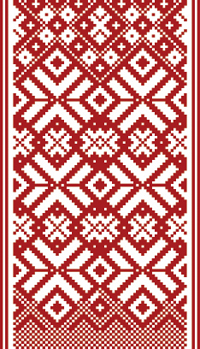
Przykład pasu z Lielvarde
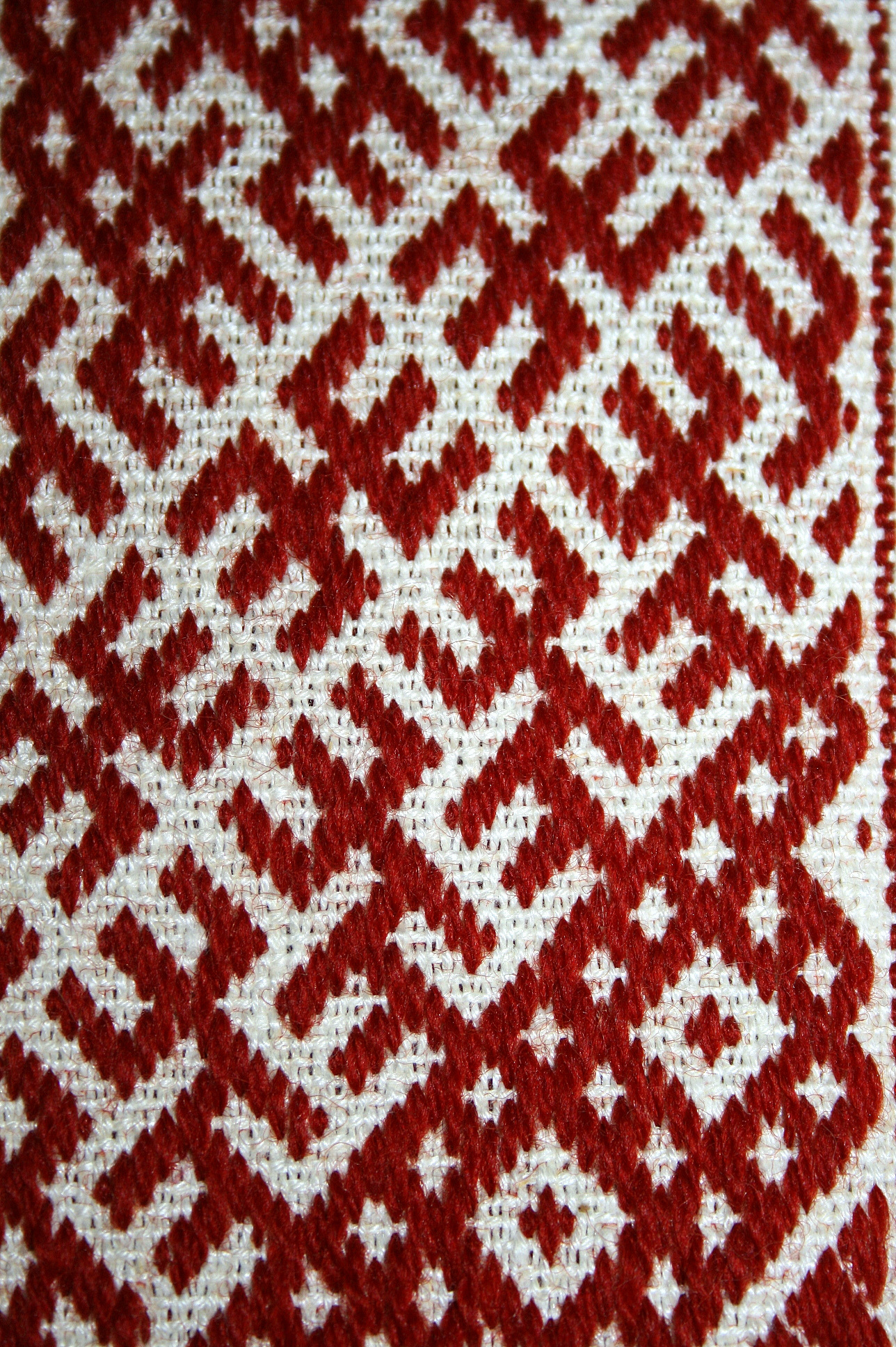
Fragment pasu z Lielvarde
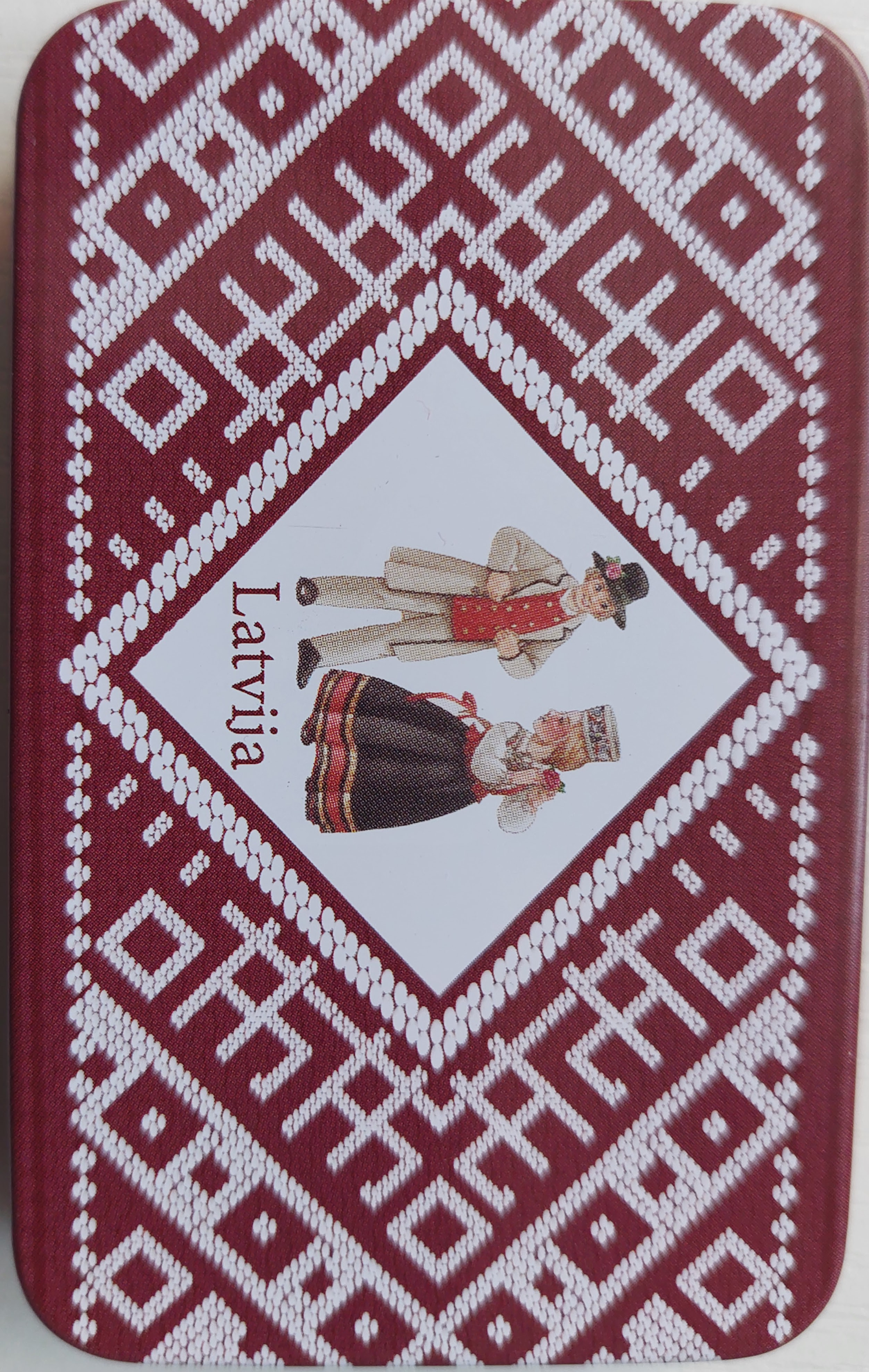
Pas z Lielvarde na gadżecie turystycznym